# Anelaphus nitidipennis
Anelaphus nitidipennis är en skalbaggsart som beskrevs av Chemsak och Linsley 1968. Anelaphus nitidipennis ingår i släktet Anelaphus och familjen långhorningar. Inga underarter finns listade i Catalogue of Life.